# Isidoro Fernández Navas
Isidoro Fernández Navas (Villalobos, Zamora, 19 de febrero de 1951) es un político español retirado, diplomado en Graduado Social y Técnico Superior en Prevención que fue un político provincial del CDS y del PP desarrollando su actividad durante diferentes legislaturas en Palencia.

## Biografía
Aunque nacido en la provincia de Zamora, desempeñaría toda su actividad política en Palencia. Técnico de Nivel Superior en Prevención para las especialidades de "Seguridad en el Trabajo" y "Ergonomía y Psicosociología Aplicada"; es diplomado en Graduado Social por la Escuela Social de León. 
Empleado de la empresa Renault desde 1974 en la Factoría de Palencia en la que ejercería desde 1977 funciones de "Técnico de Prevención de Riesgos Laborales".

### Actividad política
Fue concejal del Ayuntamiento de Palencia desde el año 1987 por el CDS. Concejal delegado de Hacienda en Palencia durante los años 1989-91 y 95-99 y Diputado Provincial desde 2003, donde ejerció como vicepresidente primero y diputado de Hacienda, Cuentas y Contratación, Presidencia, Régimen Interior y Personal.
Fue vicepresidente primero de la Diputación de Palencia y diputado del área de Hacienda, Planes y Servicios Técnicos, así como presidente del Consorcio de Residuos y portavoz del Grupo Popular durante los años 2007 y 2011. También fue diputado delegado del área de Personal y Régimen Interior durante 2003 y 2007.
Durante la legislatura del año 2011 al año 2015, con Alfonso Polanco Rebolleda como alcalde de Palencia, fue concejal delegado del área de Hacienda, Patrimonio y Contratación a pesar de que estuvo a punto de no serlo debido a haber sido excluido por su partido de la Diputación provincial, pero finalmente optó por continuar. Participó en diversos organismos autónomos, en la Federación Regional de Municipios y Provincias, etc.
Su gestión en el área económica así como su perfil moderado, talante conciliador y abierto al diálogo, inspirado en el referente de Adolfo Suárez González, le granjearon los elogios de diversas formaciones políticas distintas a la suya. En el año 2015 se retiró voluntariamente de la política activa tras una dilatada trayectoria siendo uno de los políticos más veteranos y experimentados del panorama político palentino.